# St Peter’s Kirk (Sandwick)

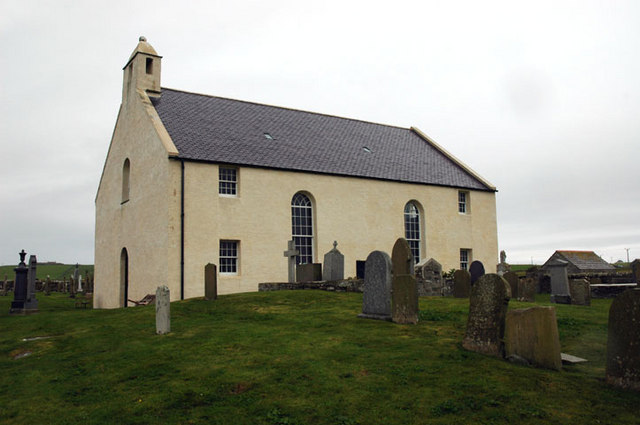
St Peter’s Kirk

Die St Peter’s Kirk ist ein presbyterianisches Kirchengebäude auf der schottischen Orkneyinsel Mainland. 1977 wurde das Bauwerk in die schottischen Denkmallisten zunächst in der Kategorie B aufgenommen. Die Hochstufung in die höchste Kategorie A erfolgte 1998.

## Geschichte
Am Standort der Kirche befand sich mindestens ein Vorgängerbau, ebenfalls eine Peterskirche. Sie wurde um das Jahr 1670 erbaut. Bereits 1736 wurde ihr Zustand als ruinös beschrieben. Das Dach war weitgehend eingestürzt und das Mauerwerk stellte sich als zu stark beschädigt dar, um ein neues Dach zu tragen. 1835 wurde ein Antrag für den Neubau der Kirche nach einem Entwurf von William G. Watt eingereicht. Die heutige St Peter’s Kirk entstand 1836 auf dem Fundament der alten Kirche. Die Baukosten beliefen sich auf rund 634 £. 1875 wurden Beschädigungen für rund 204 £ repariert. Aus dem Jahre 1906 existiert ein Zeitungsbericht, der eine auf dem umgebenden Friedhof liegende Kreuzplatte als ältesten Grabstein auf Westmainland darstellt, der noch aus der Zeit der frühen Missionare stammen könnte. 1967 wurden in der St Peter’s Kirk noch regelmäßige Gottesdienste abgehalten. Zu Beginn der 2000er Jahre wurde das Bauwerk restauriert. Diese Arbeiten wurden 2003 mit dem Europa-Nostra-Preis ausgezeichnet. Heute wird die Kirche nur noch gelegentlich für Gottesdienste genutzt.

## Beschreibung
Das längliche Kirchengebäude liegt isoliert nahe der Westküste von Mainland an der Bay of Skaill. Sie gilt als seltenes und weitgehend im Originalzustand erhaltenes Exemplar einer ländlichen Pfarrkirche aus den 1830er Jahren. Es sind zwei Rundbogenfenster an der Südseite sowie jeweils eines an beiden Giebelseiten verbaut. Die Fassaden sind verputzt. Das Gebäude schließt mit einem schiefergedeckten Satteldach ab. Auf dem westlichen Giebel sitzt ein kleiner Glockenturm auf.